# Plantago altissima
Plantago altissima är en grobladsväxtart som beskrevs av Carl von Linné. Plantago altissima ingår i släktet kämpar, och familjen grobladsväxter. Inga underarter finns listade i Catalogue of Life.